# The Perfect Host
The Perfect Host is een Amerikaanse thrillerfilm uit 2010, geschreven en geregisseerd door Nicholas Tomnay, met David Hyde Pierce in de hoofdrol. Het is een remake van Tomnay's korte film The Host uit 2001. De film werd in 17 dagen opgenomen en beleefde zijn première op het Sundance Film Festival. Bovendien won de film de publieksprijs op het Imagine Film Festival in Amsterdam. Ondanks deze erkenningen ontving de film overwegend negatieve kritieken en heeft een score van 45% op de website Rotten Tomatoes.

## Plot
Warwick Wilson organiseert een diner waar John Taylor, een bankrover op de vlucht, zich voordoet als genodigde. Terwijl ze zich vermaken, krijgen we een dieper inzicht in hun levens.